# CASIC UAV
Los UAV CASIC son vehículos aéreos no tripulados, acrónimo de UAV (del inglés: Unmanned Aerial Vehicle ‘Vehículo aéreo no tripulado’) desarrollado por la Corporación de Ciencia e Industria Aeroespacial de China CASIC, que incluye diferentes tipos de vehículos aéreos no tripulados.

## JK-12
El JK-12 es un dirigible no tripulado desarrollado por la división Hunan de CASIC , que también se conoce como base 068 de CASIC. Especificaciones:
- Longitud: 12 m
- Volumen: 56 m³
- Techo: 0.5 km
- Capacidad de carga: 20 kg
- Autonomía: 2 h
- Velocidad máxima: 70 km / h
- Velocidad de crucero: 35 - 50 km / h
- Control de vuelo: a control remoto

## JK-20
JK-20 es un dirigible no tripulado desarrollado por la división Hunan de CASIC, que también se conoce como base 068 de CASIC. Especificaciones:
- Longitud: 20 m
- Volumen: 240 m³
- Techo: 3 km
- Capacidad de carga: 120 kg
- Autonomía: 4,5 horas
- Velocidad máxima: 80 km / h
- Velocidad de crucero: 40 - 60 km / h
- Potencia: 800 w
- Control de vuelo: a control remoto

## JKZ-20A
JKZ-20A es un dirigible no tripulado desarrollado por la división Hunan de CASIC, que también se conoce como base 068 de CASIC. Especificaciones:
- Longitud: 20 m
- Volumen: 240 m³
- Techo: 2 km
- Capacidad de carga: 80 kg
- Autonomía: 4,5 horas
- Velocidad máxima: 80 km / h
- Velocidad de crucero: 40 - 60 km / h
- Potencia: 500 w
- Control de vuelo: a control remoto + autónoma

## JZ-40
JZ-40 es un dirigible no tripulado desarrollado por la división Hunan de CASIC, que también se conoce como base 068 de CASIC. Especificaciones:
- Longitud: 40 m
- Volumen: 4,500 m³
- Techo: 4 km
- Capacidad de carga: 250 kg
- Resistencia: 12 h
- Velocidad máxima: 120 km / h
- Velocidad de crucero: 40 - 60 km / h
- Potencia: 4000 w
- Control de vuelo: a control remoto + autónoma

## JKZ-40
JKZ-40 es un dirigible no tripulado desarrollado por la división Hunan de CASIC, que también se conoce como base 068 de CASIC. Es similar en tamaño a JZ-40 del que se desarrolla / deriva . JKZ-40 está específicamente diseñado para actuar como una estación de relevo de comunicación en el aire y plataforma de estudio en el área de desastre después de que grandes desastres naturales han destruido las de tierra.

## TX-1
TX-1 es un UAV experimental chino desarrollado por Shenyang Xinguang (del chino: Shenyang Xinguang ‘Nueva Luz’) Group Co. Ltd. (沉阳航天新光集团有限公司) de CASIC. Bautizado como platillo volador UAV (Die Xing Fei Xing Qi,碟形飞行器), este UAV hizo su debut público en la séptima Feria de Zhuhai celebrada en 2008. El TX-1 tiene un fuselaje que parece un cruce entre un platillo volante y un ala volante , y es alimentado por dos motores a reacción montados encima del fuselaje en la raíz única del timón vertical. En la exhibición de vuelo, los motores a reacción se proyectaron para ser turboventilador, pero esto podría ser cambiado a microturborreactores chinos más avanzados de acuerdo progrese el programa, si los motores de microturboventilador no están disponibles durante el vuelo inaugural. El TX-1 está destinado a ser una prueba de concepto UAV con capacidad STOL para reducir la dependencia de una pista pavimentada.

### Aeronaves similares
- PAE-22365
- CASIC WJ-600
- Harbin BZK-005
- ChangKong-1, diana, reconocimiento (1966)
- ChangKong-2
- ASN-206
- WJ-600, ataque furtivo/guerra electrónica, VANT de combate
- WuZhen-5
- WZ-2000, reconocimiento (2003)
- INTA Milano
- IAI Heron
- TIHA
- Denel Bateleur
- Mohajer
- General Atomics MQ-1 Predator

### Listas relacionadas
- Anexo:Vehículos aéreos no tripulados